# Kisbacon
Kisbacon (románul Bățanii Mici) egy kis falu Romániában Kovászna megyében. Közigazgatásilag Nagybaconhoz tartozik.

## Fekvése
Sepsiszentgyörgytől 45 km-re észak-északnyugatra, a Barót-patak (Pârâul Baraolt) két partján fekszik.

## Története
1567-ben Kis Baczon néven szerepel. A Fenyős-patak völgyében az egykori vasbánya és vasolvasztó ipartörténeti emlék, 1831 és 1849 között üzemelt. Itt öntötte ágyúit Gábor Áron. 1910-ben 760 lakosa volt. A trianoni békeszerződésig Udvarhely vármegye Homoródi járásához tartozott. A második bécsi döntéssel ismét Magyarország része lett, ekkor viszont Háromszék vármegyéhez csatolták. 1944 végén megszűnt a magyar fennhatóság.
1992-ben 557 lakosából 1 román kivételével mind magyarok voltak.

## Látnivalók

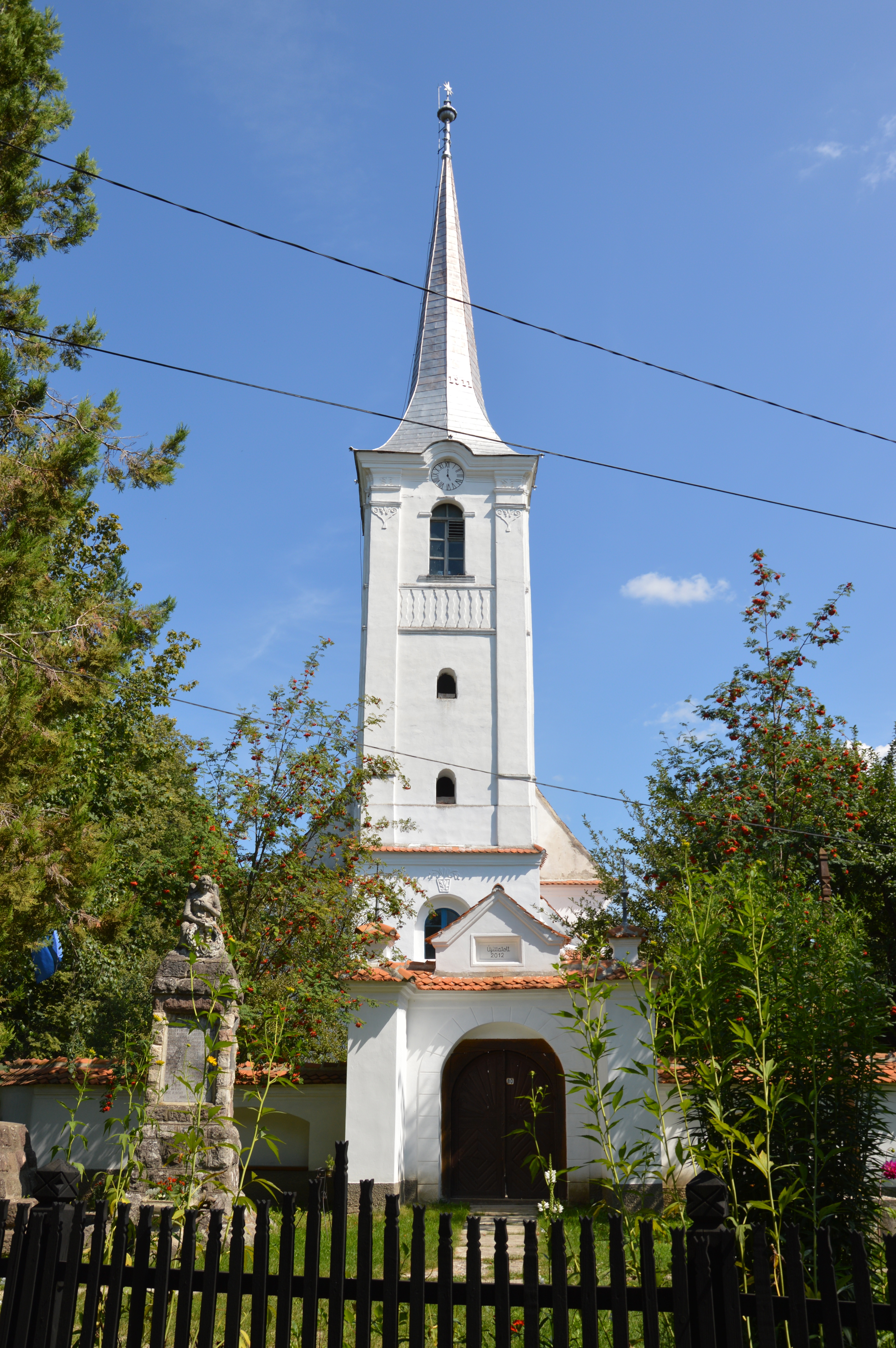
Református templom

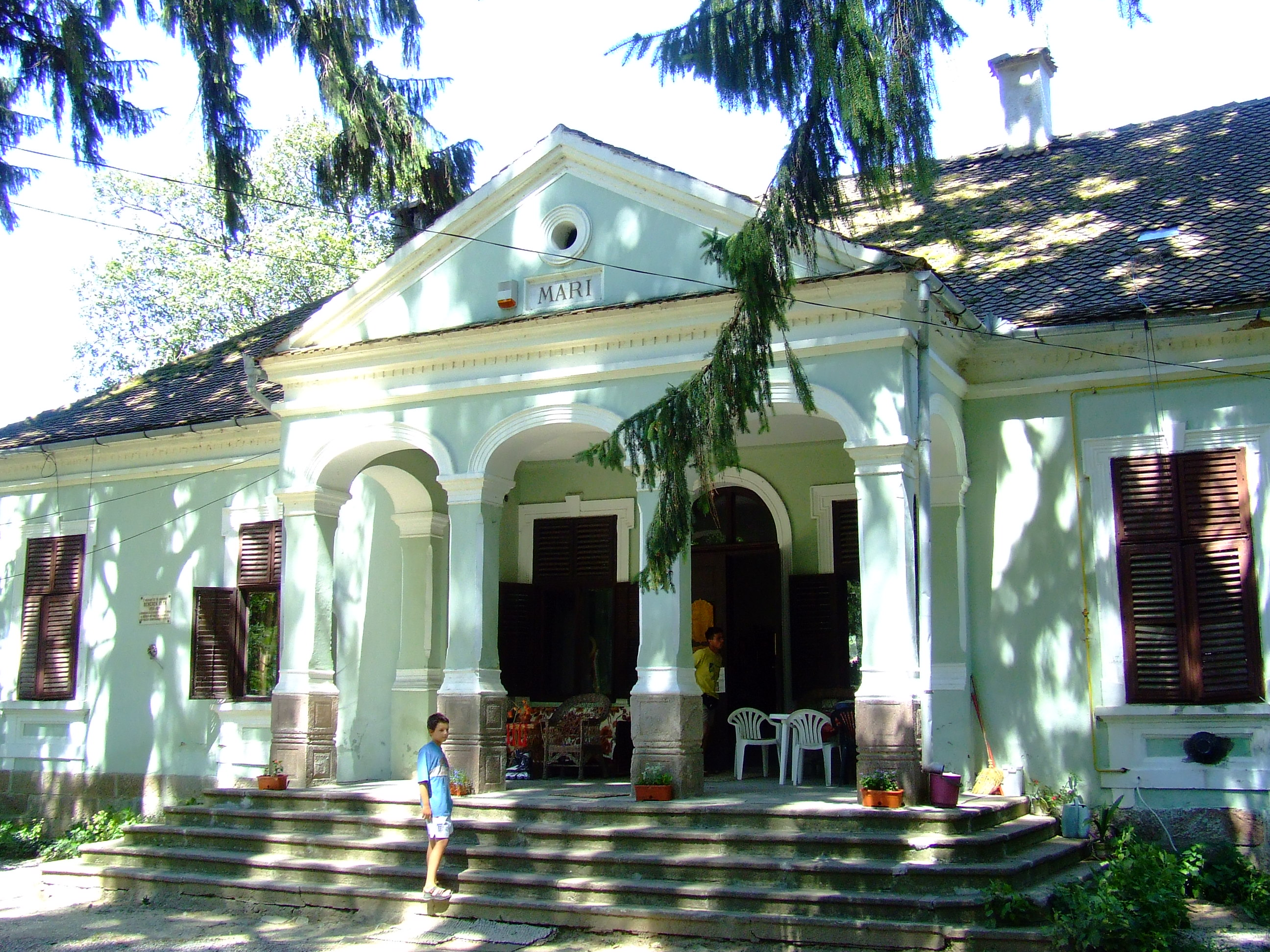
Benedek Elek Emlékház

- Református temploma 1793 és 1795 között épült, 1867-ben kőkerítéssel övezték.
- Itt áll a nagy mesemondó, Benedek Elek 1896 és 1906 között épített lakóháza, amely napjainkban emlékházként működik. A nagy mesemondó sírja a református temetőben látható.
- Borvizei a Fenyős-patak mellett törnek fel. Határában található a Benedek Elek borvizes barlang, igazi természeti ritkaság.
- Működő vízimalom
- Tájház (Németh Erzsébet ny. tanítónő gyűjteménye)

## Itt születtek
- Benkő Sámuel (1743–1825) orvos, író
- Benedek Géza (1916–2010) orvos, a kovásznai városi kórház, majd a kovásznai szívkórház alapítója.
- Benedek Elek (1859 szeptember 30. – 1929 augusztus 17.) író, a „nagy mesemondó”, itt született és halt meg.
- Lengyel Dénes (Kisbacon, 1910. aug. 7. – Budapest, 1987. júl. 19.): író, irodalomtörténész, pedagógus.
- Tompa Károly (Kisbacon, 1923. júl. 1. – Sopron, 2002. okt. 8.)  mezőgazdasági (erdészet) tudomány doktora, egyetemi tanár
- Tompa Ernő ( 1930. december 5. – 2011. július 22.) erdélyi magyar agrármérnök, újságíró, elbeszélő.